# HQ-9
HQ-9 oder Hóng Qí-9 (chinesisch 紅旗-9 / 红旗-9, Pinyin Hóng Qí-9, auf Deutsch: Rote Fahne -9) ist ein Mittel-/Langstrecken-Boden-Luft-Lenkwaffensystem, das in der Volksrepublik China entwickelt wurde und heute unter anderem von der Volksbefreiungsarmee verwendet wird. Es handelt sich um eine modifizierte Variante des S-300PMU-Flugabwehrraketensystems, welches aus Russland importiert wurde. Eine Anti-Radar-Version hat die Bezeichnung FT-2000. Die Exportversion heißt FD-2000 (Fang Dun 2000).

## Entwicklungsgeschichte
In den 1980er-Jahren begann man in der Volksrepublik China mit der Entwicklung eines Langstrecken-Boden-Luft-Lenkwaffensystems. Nachdem die Entwicklung gescheitert war, bestellte die Volksrepublik China im Jahr 1991 acht Batterien S-300PMU in Russland. Diese Systeme wurden alle bis Mitte 1993 nach China geliefert. Mitte der 1990er-Jahre erschienen erste Berichte über das HQ-9-Flugabwehrsystem, welches dem russischen S-300P-System äußerlich frappant ähnlichsah. Gemäß chinesischen Angaben handelt es sich bei der HQ-9 um eine Eigenentwicklung. Westliche und russische Quellen nehmen aber an, dass die HQ-9 ein nicht lizenzierter Nachbau der russischen S-300PMU mittels Reverse-Engineering darstellt. Erst mit den in den Jahren 1994 und 2000 in bestellen S-300PMU-1/2-Systemen stimmte Russland einem Technologietransfer zu. Die ersten HQ-9-Systeme wurden Mitte der 1990er-Jahre zur Truppenerprobung an die Volksbefreiungsarmee ausgeliefert. Im Jahr 1997 war die HQ-9 schließlich operationell. Danach wurde das System mehrfach weiterentwickelt und modernisiert. Hersteller ist die Fabrik 283 der Akademie für Verteidigungstechnologie.

## Technik
Eine HQ-9-Batterie besteht aus sechs TEL-Lkw des Typs TAS5380, die mit einer HT-233 3D C-Band Monopuls-Phased-Array-Antenne verbunden sind, die allesamt mit dem TWS-312-Feuerleitstand verbunden sind. Militärexperten mutmaßen, dass das HT-233-Feuerleitradar vom russischen 30N6E-Radar abgeleitet ist. Das Radar arbeitet mit 300 MHz und hat eine Reichweite von etwa 120 km. Das Radar kann gleichzeitig 100 Luftziele erfassen und etwa 50 Ziele verfolgen. Mehrere Suchradare können mit HQ-9 verwendet werden, darunter Type 305A, JY-29, JY-11B, YLC-18, YLC-20 sowie das Tieffliegerradar Type 120.

## Rakete
Die ersten HQ-9-Flugkörper basieren auf der russischen 5W55R-Lenkwaffe der S-300PMU und die späteren HQ-9-Flugkörper auf den 40N6-Lenkwaffen der S-300PMU-1. Die Gesamtmasse liegt zwischen 1,3–1,8 Tonnen bei einer Länge von 6,3–6,8 Metern. Die Rakete ist je nach Ausführung mit einem 133–180 kg schweren Sprengkopf ausgestattet. Die maximale Geschwindigkeit beträgt Mach 4,2 und die maximale Reichweite 125 km. Die Steuerung erfolgt mittels einer 3D-Schubvektorsteuerung. Jeweils vier zylindrische Transport- und Abschussbehälter sind auf einem TAS5380A-Startfahrzeug installiert. Die Lenkwaffen werden vertikal gestartet. Mithilfe eines Katapults werden die Lenkwaffen aus den Transport- und Abschussbehältern auf eine Höhe von etwa 20 Metern geschleudert, erst dort zündet das Feststoffraketentriebwerk.

## Varianten

### Varianten der Volksbefreiungsarmee

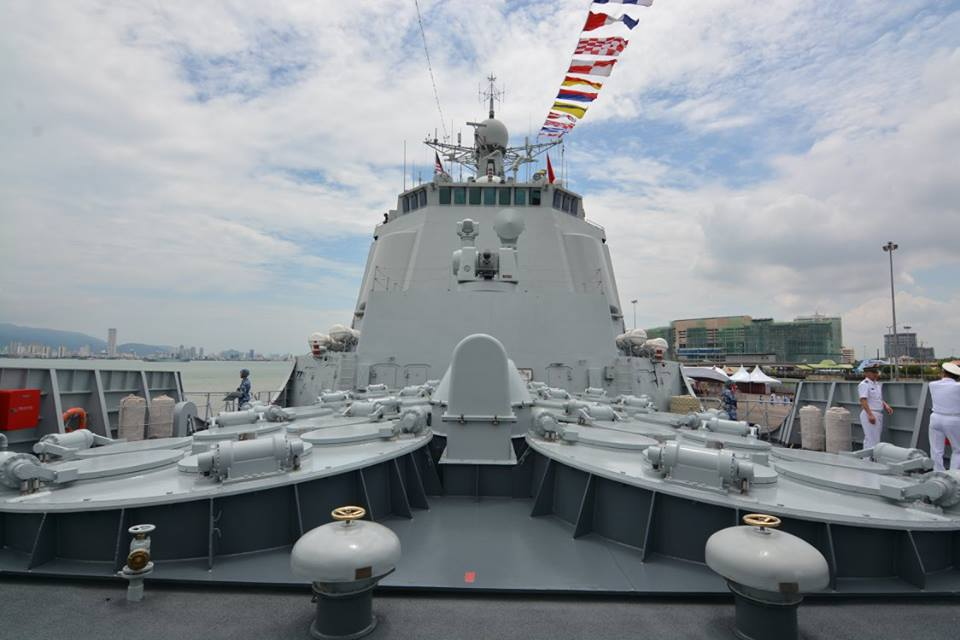
Die Changchun (150) mit den HHQ-9A-Startern im Vordergrund

Diverse Varianten der HQ-9 sind bis dato bekannt:
- HQ-9: Ursprungsversion, welche auf der russischen S-300PMU basiert.
- HQ-9A: Modernisierte Version mit verbesserter Elektronik und Software aus heimischer Produktion bieten der HQ-9A eine höhere Zielgenauigkeit.
- HQ-9B: Größere Reichweite von 300 km; neben der halbaktiven Radar-Ziellenkung steht zusätzlich eine Infrarot-Zielsuche zur Verfügung.
- HQ-9C: Derzeit in Entwicklung; mit aktiver Zielsuchlenkung
- HQ-19: Eine erheblich verbesserte Version der HQ-9 zur Abwehr ballistischer Raketen und Satelliten (ASAT) im Low Earth Orbit und soll vom Leistungsspektrum her dem US-amerikanischen THAAD entsprechen. Das HQ-19 ist mit einem von einem Team unter der Leitung von Professor Zhou Jun entworfenen Exosphere Kinetic Kill Vehicle-Sprengkopf ausgestattet, der sowohl gegen ballistische Raketensprengköpfe aber auch gegen Satelliten eingesetzt werden kann. Der erste Einsatz fand im Jahr 2003 statt, seitdem wurden mit der Rakete diverse weitere Tests durchgeführt, darunter einer am 1. November 2015.[12][13]
- HHQ-9: Marine-Ausführung, identisch mit der HQ-9. Die Raketen werden aus einem Vertical Launching System (VLS) gestartet.
- HHQ-9A: Marine-Ausführung der HQ-9A; kommt auf den Lenkwaffenzerstörern der Klasse Typ 052C zum Einsatz.

### Exportvarianten
- FD-2000: Weitestgehend identisch mit der HQ-9, aber für den Export geringfügig modifiziert.
- FD-2000B: Exportvariante mit einer Reichweite von 200 km.[14]
- FT-2000: Anti-Radar-Version; Reichweite bis zu 100 km.
- HQ-9/P: Maßgeschneiderte Variante für Pakistan. Reichweite von über 100 km zum Abfangen von Flugzeugen und rund 25 km gegen Marschflugkörper.[15]

## Nutzer
- Volksrepublik China
- Algerien: Verwendung der Version HQ-9B.[16]
- Marokko: Vier Batterien des Typs FD-2000B wurden 2016 gekauft. Die erste Batterie sollte 2020 oder 2021 ausgeliefert worden sein.[14]
- Pakistan[17]
- Turkmenistan[4][18]
- Usbekistan[4]

Interessenten
- Irak: Die irakische Regierung soll im Dezember 2016 einen 2,5 Milliarden US-$ schweren Deal abgeschlossen haben, der neben anderen militärischen Gütern auch das HQ-9-System umfasste. Baghdad sollte die Kosten mit Krediten aus China finanzieren und in Raten von 833 Millionen US-Dollar zurückzahlen.[19]

Ehemalige Interessenten
- Türkei: Das Luftverteidigungssystem HQ-9/FD-2000, das die Türkei im September 2013 im Rahmen eines drei Milliarden Dollar Deals bestellt hatte, wurde im November 2015 aufgekündigt.[4] Innerhalb der NATO war die Kaufabsicht seitens der Türkei umstritten, da die Kompatibilität zu den gängigen FlaRa-Systemen westlicher Bauart in der Militärallianz nicht gewährleistet gewesen sei.[20]